# Atheta nigrifrons
Atheta nigrifrons är en skalbaggsart som först beskrevs av Wilhelm Ferdinand Erichson 1839.  Atheta nigrifrons ingår i släktet Atheta, och familjen kortvingar. Arten är reproducerande i Sverige.